# Copperhead Road
| Recensione | Giudizio |
| ---------- | -------- |
| Allmusic   |          |

Copperhead Road è il terzo album in studio del cantautore statunitense Steve Earle, pubblicato il 17 ottobre 1988.

## Tracce
1. Copperhead Road – 4:29
2. Snake Oil – 3:31
3. Back to the Wall – 5:29
4. The Devil's Right Hand – 3:04
5. Johnny Come Lately – 4:11
6. Even When I'm Blue – 4:14
7. You Belong to Me – 4:25
8. Waiting on You (Earle, Richard Bennett) – 5:10
9. Once You Love (Earle, Larry Crane) – 4:39
10. Nothing but a Child – 4:26